# Eamonn Bannon
Pour les articles homonymes, voir Bannon.
Eamonn Bannon, né le 18 avril 1958 à Édimbourg (Écosse), est un footballeur écossais, qui évoluait au poste de milieu de terrain à Dundee United et en équipe d'Écosse. 
Bannon a marqué un but lors de ses onze sélections avec l'équipe d'Écosse entre 1979 et 1986.

## Carrière
- 1976-1979 : Heart of Midlothian FC
- 1979 : Chelsea
- 1979-1988 : Dundee United
- 1988-1993 : Heart of Midlothian FC
- 1993-1994 : Hibernian
- 1995-1996 : Stenhousemuir
- 1996-1998 : Spartans FC

## Palmarès

### En équipe nationale
- 11 sélections et 1 but avec l'équipe d'Écosse entre 1979 et 1986.

### Avec Dundee United
- Finaliste de la Coupe UEFA en 1987.
- Vainqueur du Championnat d'Écosse de football en 1983.
- Finaliste de la Coupe d'Écosse de football en 1981, 1985, 1987 et 1988.
- Vainqueur de la Coupe de la Ligue écossaise de football en 1980 et 1981.